# Llorca
|  | «Lorca» redirigeix aquí. Vegeu-ne altres significats a «Federico García Lorca». |

Llorca (en castellà i oficialment Lorca) és una ciutat i municipi de la Regió de Múrcia. És el segon municipi més extens de tot l'estat espanyol, darrere de Càceres, i és la capital de l'Alt Guadalentí. Té 89.606 habitants, 52.231 dels quals resideixen al nucli urbà i la resta en les nombroses partides rurals, de les quals cap no arriba als 4.000 habitants. Llorca té un tros de costa entre els municipis limítrofs d'Águilas i Mazarrón. També se la coneix amb el sobrenom de la Ciutat del sol.

## Toponímia
Es coneixen diverses llegendes sobre l'origen del municipi murcià. La majoria tenen un caràcter mitològic. Segons Méndez Silva (1649), un príncep troià anomenat Elio, juntament amb un personatge grec conegut com a Crota, foren els fundadors d'Eliocroca, nom que rebia l'assentament a l'antiga Roma.
El Padre Morote d'altra banda, relacionà la fundació de Llorca al príncep troià Elio-Urzues, navegant pel Mare Nostrum. Espinalt apuntà el 1778 que l'any 4018 de la Creació del Món, un príncep troià anomenat Elio fundà una ciutat a la que anomenà Ilorci. També s'estudià la combinació dels vocables Helios (sol) i Kraton (govern) per formar la denominació d'Eliocroca (ciutat governada pel sol).
La comarca de Llorca ja es trobava poblada pels ibers durant l'edat del bronze (cultura de l'Argar), fet que dificulta la correcta datació fundacional del municipi.

## Geografia i clima
Llorca limita al nord amb els municipis de Caravaca de la Cruz, Cehegín i Mula; a l'est amb Aledo, Totana i Mazarrón; al sud amb Águilas i a l'oest amb Puerto Lumbreras i el límit provincial d'Almeria.
Es caracteritza per gaudir d'un clima càlid, amb una temperatura mitjana anual de 18 °C. Hiverns suaus amb temperatures mitjanes no inferiors a 6 °C, i estius calorosos on s'arriba als 35 °C. Degut a l'extensió del municipi i a les diferents morfologies, no totes les zones enregistren les mateixes temperatures ni la mateixa quantitat de pluja, on la mitjana se situa entorn dels 300 mm anuals, malgrat que en zones del nord es pugui arribar als 500 mm.
Serralades, valls i depressions interiors s'alternen, desembocant en la seva part més oriental en una zona costanera amb platges i cales. El Nord i el Nord-oest, amb altituds superiors a 500 m, són les anomenades Terres Altes de Llorca. Encara més cap al nord, les serralades de Pedro Ponce i el Madroño, les terres de l'altiplà de Coy, Avilés i Doña Inés conreen cereals, vinya, oliveres i ametllers.
Cap al Nord-oest es troba la Serralada del Cambrón, que acaba a la Serralada del Caño, al peu de la qual es troba el nucli urbà. En direcció a Múrcia es localitza la Serralada de Tercia, i en la direcció est-oest, la de Torrecilla, amb el cim de la Peñarrubia (962 m).

Entre la zona muntanyosa que limita el municipi amb la província d'Almeria neixen els rius Turrilla, Vélez i Luchena, que s'uneixen a Puentes per formar el riu Guadalentí. De llit ample i poc profund, acostuma a dur poca aigua, malgrat que a vegades se n'ha arribat a comptabilitzar 3.000 m³/s. Actualment, el cabal del Guadalentí queda embassat en els pantans de Puentes i Valdeinfiernos i baixa canalitzada per la Real Acequia de Alcalá fins a les hortes de Llorca des de Tercia a Sutullena, Marchena o Tamarchete, on l'aigua es distribueix a les terres de cultiu, sempre amb dèficit hídric. 

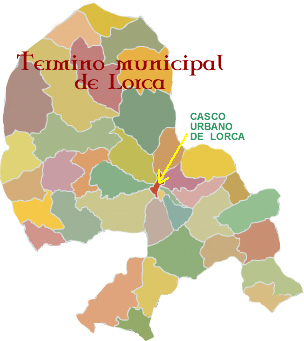
Municipi de Llorca

Malgrat l'escassetat d'aigua, l'horta llorquina forma en alguns espais, veritables vergers, on es conreen carxofes, enciams, cotó, alfals, pebrot, arbres fruiters i hortalisses.
El municipi està conformat pels següents barris: Aguaderas, Almendricos, Barranco Hondo, Béjar, Campillo, Carrasquilla, Cazalla, Escucha, Fontanares, Hinojar, Hoya, Humbría, Jarales, La Tova, Marchena, Morata, Nogalte, Ortillo, Parrilla, Río Sutullena, Torrecilla, Tercia, Tiata, Torrealvilla, Pulgara, Purias, Puntarrón, Ramonete, Pozo Higuera i Zarzalico.
Avilés, Coy, Culebrina, Doña Inés, La Paca, Zarzadilla de Totana i Zarcilla de Ramos, amb una població conjunta de 3.882 habitants i una extensió de 451.573 km², formen els barris alts o Terres Altes de Llorca, limitant amb Caravaca, Cehegín i Mula al nord, amb Totana a l'est i amb la Província d'Almeria a l'oest.

## Història

### Edat antiga i medieval
Sota període romà es localitza Iluro o Eliocroca (Heliocroca) en l'Itinerari d'Antoní i a la Via Augusta que unia Tarragona amb Jaén. Publi Corneli Escipió (cònsol 218 aC) fou derrotat prop d'aquest lloc pels cartaginesos el 212 aC a la contrada de Cabezó de la Jara que rep el mal nom de Hoguera de Escipión.
Llorca es convertirà en població de la província Cartaginense romana, un assentament agrícola en el qual predominen les villae, vil·les rústiques romanes. Amb la romanització, Llorca fou patint una progressiva cristianització, i ja en l'any 301 dos representants de la Diòcesi llorquina acudiren al Concili d'Elvira, a Granada, entre els quals el bisbe Succés. La ciutat romana fou assolada pels vàndals.
La Llorca visigoda no ha deixat pràcticament rastre. En el 713 se signa el Pacte de Teodomir, on apareix ja el topònim de Lurqa, i pel qual aquesta població passa a integrar-se en un territori autònom, conjuntament amb d'altres sis ciutats, governat pel mateix Teodomir. Aquesta situació es mantindrà fins a la mort del mateix i la reorganització de l'estat musulmà, duta a terme per Abd al-Rahman II, qui converteix el territori autònom en una demarcació dependent del Califat de Còrdova fins al desmembrament de l'entitat política, ja sota Almansor, fet que dona lloc als Regnes de Taifes entre els quals la taifa de Lurqa, nom àrab de Llorca que va durar de vers el 1051 al 1070.
El 1244, sent rei de Castella i Lleó Ferran III, el seu fill i hereu, el príncep Alfons, futur Alfons X el Savi, conquerirà Llorca. La ciutat continuarà, com en època àrab, el seu paper de nucli d'una rica comarca agrícola i d'important activitat artesanal, però el fet d'actuar com a terreny fronterer dificultarà el desenvolupament de l'activitat agrícola.
Durant la Reconquesta, Llorca es troba atrapada entre el Regne de Castella i el regne musulmà de Granada. No serà fins a la batalla de Los Alporchones, el 1452, quan es posarà fi a la situació de territori fronterer, durant el regnat de Joan II, qui deu anys enrere havia concedit a Llorca el títol de noble ciutat.

### Edat moderna
Coincidint amb l'expulsió musulmana de la península Ibèrica, la ciutat canvia de fesomia. Es duen a terme reformes urbanístiques, es desenvolupa el comerç i l'explotació agrícola. Les nombroses obres públiques que s'efectuaren atragueren a obrers d'altres contrades, produint-se un corrent migratori que augmentà la població fins als 8.000 habitants. D'aquesta època daten la Col·legiata de Sant Patrici, erigida el 1553, centre religiós de la ciutat, però també nombrosos convents com els de la Merced, Santo Domingo i Sant Francesc.
El segle xvii consolida Llorca com una urbs moderna, sense despreocupar-se mai de les seves posicions defensives, sobretot les costaneres, més tenint en compte el perill turc i berber. Aquest segle serà testimoni de l'expulsió dels moriscos, l'epidèmia de pesta, que acabà amb la meitat de la població, les sequeres i les plagues de llagostes. Malgrat les penoses circumstàncies, a partir de 1660 s'inicià una arrencada espectacular exemplificada en la construcció de nous edificis com ara el Palau de Guevara.
El segle xviii té importància cabdal per la ciutat, afavorida pel Reformisme Borbònic. Llorca es configura com una ciutat moderna, perdent els caràcters medievals. La població creix i s'instal·la en els barris perifèrics de San Cristòbal i San José. La muralla desapareix, indicatiu d'una major seguretat. L'augment d'activitat comercial en el port d'Águilas comporta un increment de la burocràcia i el funcionariat així com d'un bon nombre d'obres públiques, convertint-se la ciutat en refugi de pintors, escultors i gravadors.

### Edat contemporània
Llorca compta a principis del segle xix amb un model socioeconòmic similar al d'una comunitat preindustrial caracteritzada pel predomini del sector primari i un fort augment de la població. Però la ruptura del Pantà de Puentes, el 30 d'abril de 1802, que destrueix la part baixa de la ciutat causant 600 morts i molts danys materials (el pantà fou reconstruït i inaugurat el 1884), la Guerra del Francès i les epidèmies de febre groga, així com les continuades sequeres en temps de la regència d'Espartero (1840-1843), dugueren la fam i la posterior emigració de més de 12.000 persones.
En aquest segle el terme municipal de Llorca pateix considerables variacions, concloent la centúria amb la mateixa extensió que posseeix en l'actualitat. El general carlí Rafael Maroto Yserns (+ 1853) que el 1835 fou cap dels carlins a Catalunya, era natural de Llorca. En la tercera guerra carlina la ciutat fou defensada de l'atac del carlins pel general Fajardo en l'anomenada «acció de Lorca» (febrer de 1875).
El 1865 arriba a Llorca la primera màquina de vapor. El ferrocarril Alcantarilla-Llorca inaugurat el 1885 i el Baza-Llorca, cinc anys més tard, suposa la integració de la comarca en el mercat nacional, possibilitant el moviment dels minerals dels jaciments litorals i de les mines de sofre i manganès de l'interior.
La Restauració ve lligada a un període de prosperitat i de calma política. La ciutat veu erigir-se el Teatre Colon, el Casino Artístic i Literari (1885), el Teatre Guerra (1861), la Plaça de Braus (1892), etc.
La intensa explotació dels jaciments miners de la zona litoral suposa un rellançament de la vida econòmica de la comarca, pràcticament inalterada per la guerra civil, que duu una recuperació demogràfica, aturada momentàniament les dues dècades següents, en part pel fenomen migratori. En l'actualitat aquest flux s'ha invertit: la terrisseria, el ciment i els adobaments donen a una ciutat eminentment agrícola i ramadera un to industrial que ocupa una part notable de la població.
L'11 de maig del 2011 va patir dos terratrèmols que van deixar almenys nou morts i prop de tres-cents ferits.

## Economia
La frontera militar que envoltà Llorca des de mitjan segle xiii a final del xv, impedí el seu desenvolupament econòmic. Absència total d'activitat artesanal, poca presència del comerç i una agricultura practicada a l'horta propera a la ciutat eren les notes dominants. La principal font d'ingressos era la ramaderia, ovina, de la que se n'obtenia carn i llana, situació que es repetí fins a final del segle xvi, on l'enfonsament del mercat de la llana propicià la cerca de nous models econòmics.
La rompuda de terres durant el segle xvii fou el motor que introduí millores, tant socials com urbanístiques. Entre 1660 i 1720 s'ha fixat l'edat d'or de Llorca, amb una societat pre-industrial, de base agrària i on tan sols uns quants productes es destinaven a l'exportació. L'artesanat manté encara una paper modest en l'economia local. El comerç és mínim.
Des de 1875 fins al pas al segle xx, coincidint amb la construcció de pantans i el port d'Águilas tingué sortida l'excedent agrari de les noves terres cultivables de la regió alhora que s'importaren sedes i marroquineria, sense arribar a generar una indústria forta i competitiva.
Durant les dècades final del segle xix l'agricultura experimentaria certa millora, en part gràcies a la introducció de maquinària, l'especialització de cultius i la racionalització de les explotacions agràries, incrementades amb les terres procedents de la desamortització. La millora de la zona de regadiu vingué donada per la reconstrucció del pantà de Puentes, el 1885. Malgrat la modernització d'alguns sectors industrials l'economia llorquina no millorà, fet que perjudicà el sistema d'autoabastiment comercial tradicional.
El segle xx comportà la desaparició d'elements històrics en el sistema econòmic llorquí, substituïts per nous sectors productius (ciment, cultius industrials i en hivernacles, confecció, metall i indústries agroalimentàries). El canvi en l'estructura econòmica s'ha notat en les tres darreres dècades, rellevant en l'agricultura, amb una expansió dels cultius de regadiu, en l'especialització del model ramader, centrat en el porcí, però sobretot en el procés de modernització i creixement del teixit industrial, amb la promoció d'activitats industrials i comercials mitjançant fires i certamens.
En l'actualitat Llorca es promociona com una zona de serveis on el sector terciari és l'únic capaç de generar treball, cobert pel progressiu augment d'immigració, procedent principalment de l'Equador i el Marroc. Aquesta nova configuració, visible amb l'aparició de grans superfícies comercials, una extensa oferta educativa o una òptima xarxa sanitària, es troba encara en fase creixent a mitjà termini.

## Cultura

### Patrimoni

#### Centre històric
Llorca és una ciutat barroca, amb un centre històric, reconegut Conjunt Monumental l'any 1964, i erigit entre la segona meitat del segle xvi i la primera del XVII. Així, a l'entorn de la Plaza Mayor es construeixen els edificis més representatius del poder civil i religiós, com exemplifica l'Ajuntament, edificat en dues fases entre 1678 i 1737.
D'aquests anys també data la Casa del Corregidor, les Sales Capitulars de Sant Patrici i tot un seguit de cases nobles d'entre les quals destaca la Casa de Guevara.
Durant la primera meitat del segle xix, el creixement urbà es concentrarà en el centre històric i tan sols serà notable una dèbil expansió a l'entorn dels barris de San José i San Cristóbal. La segona meitat del segle, de major dinamisme gràcies als terrenys adquirits amb la desamortització, s'inicia amb la construcció del pont sobre el riu Guadalentí. L'ocupació major es dona en l'espai que es troba entre la Corredera i l'Alameda d'Espartero (actual Joan Carles I), destacant el creixement en alçada de les construccions i un augment dels edificis del casc, produït per la fusió de petites entitats de barris propers a la ciutat.
De la segona meitat del segle xix data el Teatre Guerra, projectat per Diego Manuel Molina. És el més antic de la regió, 1861, i respon a un plantejament estètic de l'eclecticisme romàntic. El Casino, erigit sobre l'antic Hospital de San Juan de Dios, data de 1885, sent la Cámara Agrícola l'únic edifici modernista de Llorca, obra de l'arquitecte Mario Spottorno, ja al segle xx.
El segle passat comportà canvis fonamentals en l'enllumenat, el clavegueram i l'aigua potable. El més remarcable és però, el canvi en la fesomia urbana, al créixer els extrems, en part, a causa del trasllat del cementiri a la seva actual localització i a la urbanització del quarter d'infanteria. Aquesta expansió conferí al nucli urbà una morfologia propera a la de ciutat lineal, que ha continuat al llarg de l'eix de la carretera 340.
- Plaça Espanya

La Plaça Major adquirí la forma definitiva durant les primeres dècades del segle xviii. Entesa com a centre de poder, s'ubicaren els edificis del Concejo, del Cabildo Colegial i del Corregimiento, a més d'altres destinats a serveis, com la presó o el mercat.
- Columna Miliaria

Situada a la cantonada de la casa dels Ponce de León, en el carrer Corredera, davant la Glorieta de San Vicente. És un miliari romà de l'època d'August (8-6 aC), i s'utilitza de pedestal de l'escultura de Sant Vicent Ferrer, en honor de la predicació realitzada pel sant valencià a la ciutat durant el segle xv.
- Ajuntament

Situat a la Plaça Espanya, fou aixecat després del terratrèmol que afectà la ciutat el 1674 i deixà impracticable la presó pública. La façana constava de dos pilars entre els que anirien col·locats tres arcs de mig punt en cadascuna de les dues plantes, un model típicament renaixentista que ja només s'utilitzava en els claustres religiosos. El 1737, davant la necessitat de construir una porxada que ocupés la totalitat de la part davantera de la plaça, el Concejo convocà un concurs d'idees. S'escollí el projecte d'Alfonso Ortíz de la Jara, amb un únic i gran arc central que unís els dos cossos. La decoració fou encarregada a Juan de Uzeta, finalitzada el 1740. L'interior de l'edifici, remodelat completament el 1992, ofereix una col·lecció de pintura contemporània d'autors locals, i la contemplació de l'antiga capella del Concejo, amb una Immaculada del taller granadí de Pedro de Mena, i del conjunt de pintures de Miguel Muñoz de Còrdova, realitzades el 1722, que narren en sis grans llenços les principals batalles en les quals participaren els llorquins en el passat.
- Plaça del Caño

Un dels espais públics amb més història de tota la ciutat. Punt d'obligada referència per l'abastiment d'aigua i el mercat, en un dels seus laterals s'ubicaren el Pósito i les antigues sales del Concejo, després convertides en seu del Corregimiento.
- Pósito

Avui en dia reconvertit a Arxiu Municipal, és una de les poques edificacions de serveis fetes a inicis del segle xvi que ha arribat fins a l'actualitat. El disseny es deu al mestre Quijano, que proposa un pis baix i una segona planta diàfana amb l'objectiu d'aconseguir el màxim d'espai per l'emmagatzemament de blat. El 1552 ja s'estan fent pilars i arcs interiors i el 1553 es fa tota la fusteria, obra de Guillén de Guaita. En aquest últim any s'encarreguen els escuts que blasonen la façana al biscaí Sebastián de Bocanegra, únics motius que destaquen a la façana principal. El 1760 es va haver de corregir tota l'edificació, encarregant-se a l'arquitecte Lucas de Corrales Ruíz. La làpida de la façana fa referència a aquesta reconstrucció.
- Teatre Guerra

És el més antic de la Regió de Múrcia. Obrí les portes durant la primavera de 1861. Presenta l'arquitectura típica dels teatres, amb un pati central de ferradura, platees i amfiteatre amb baranes de ferro colat. El sostre, decorat amb pintures que representen escenes del millor teatre clàssic espanyol, són del pintor llorquí Muñoz Barberán.
- Casino

Mostra d'arquitectura eclèctica. La portada i part de l'interior s'acabà el 1885 i s'atribueix el disseny al mestre llorquí Manuel Martínez. El saló de ball fou realitzat entre 1914 i 1916 dins d'una estètica modernista. Les talles i d'altres detalls decoratius són obra d'Emilio Latorre i les pintures de les parets, que representen al·legories del teatre, la dansa, la música i el triomf de l'amor les realitzaren Luís Tornero i Sánchez Carlos. El sostre, de major qualitat, fou pintat per Francisco Cayuela.
- Casa de Guevara

És l'edifici més significatiu de tot el barroc civil de la ciutat. S'erigí durant un llarg període fins a adoptar la seva forma definitiva gràcies a les reformes dutes a terme entre el 1691 i 1705 per don Juan de Guevara García de Alcaraz, cavaller de l'Orde de Sant Jaume des de 1689. El 1691 s'acaba l'escala principal i del 1694 data la portada. El pati, de 1705, fou acabat pel pedrer Pedro Sánchez Foriún, i conté una decoració a base de motius vegetals, escuts i arquitectura simulada. L'interior de la casa, que ha estat habitada fins fa pocs anys per donya Concepció Sandoval, baronessa de Petrés i Mayáis, conserva alguns ambients amb mobiliari del segle xviii, paviment ceràmic valencià, una capella particular amb una imatge de la Immaculada d'escola granadina i unes pintures murals de mitjans del segle xix. Dins la col·lecció de pintures, destaquen el gran retrat eqüestre de don Juan de Guevara i una bona sèrie de petits retrats dels Madrazo.
- Casa del Corregidor

L'antiga casa del corregidor allotja actualment els Jutjats. De l'antiga casa només se'n conserven els quatre arcs, formant dos d'ells ´la cantonada sobre la qual se situen les figures esculpides per Juan de Uzeta el 1750. A la part inferior de l'escut es pot llegir uns textos on es narren els orígens dels cartaginesos i romans de Llorca, extrets del llibre d'història del Padre Morote.
- Irurita

Un dels pocss exemples d'arquitectura del segle xvi per a particulars de la Regió de Múrcia. Dissenyada pel mestre Jerónimo Quijano, la seva façana mostra traces renaixentistes amb què fou concebuda. Destaquen dos elements: la petita galeria d'arcs de la part superior i la portada amb un arc de mig punt emmarcat per pilastres. Els capitells d'aquestes presenten mascarons en les cantonades. Es troba al c/Corredera.

#### Elements defensius
- Castell

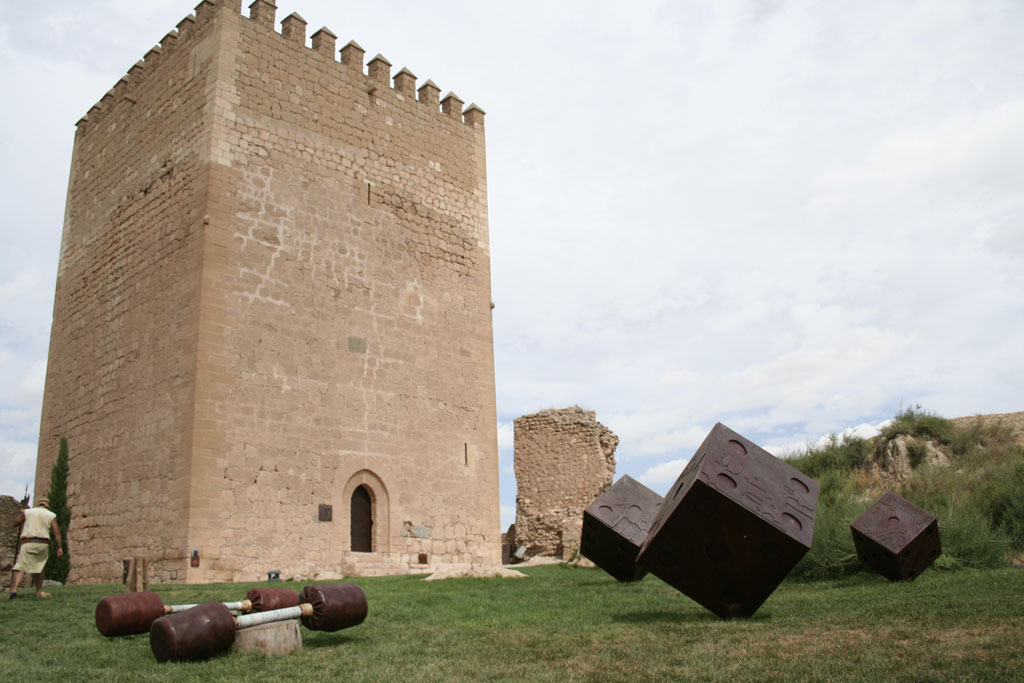
Torre del Espolón

Fortalesa d'origen medieval construïda entre els segles XII i XIV, formada per una sèrie d'estructures defensives que, durant l'edat mitjana, convertiren a la ciutat i la seva fortalesa en un punt inabastable del sud-est peninsular.
De fundació islàmica, fou aprofitat per la Corona de Castella per convertir l'enclavament com el principal bastió cristià a la frontera murciana davant el Regne de Granada. Per reforçar la defensa del castell, a final del segle xiii s'inicia la construcció de les dos torres d'homenatge: la de l'Espolón i l'Alfonsina, aquesta darrera en honor d'Alfons X el Savi, qui n'ordenà la reconstrucció. Consta de tres cossos amb voltes apuntades de maó que arrenquen d'un pilar central.
El 4 de juny de 1931 es declara el castell, i en especial a la Torre Alfonsina, Monument Històric Nacional.
- Muralla medieval

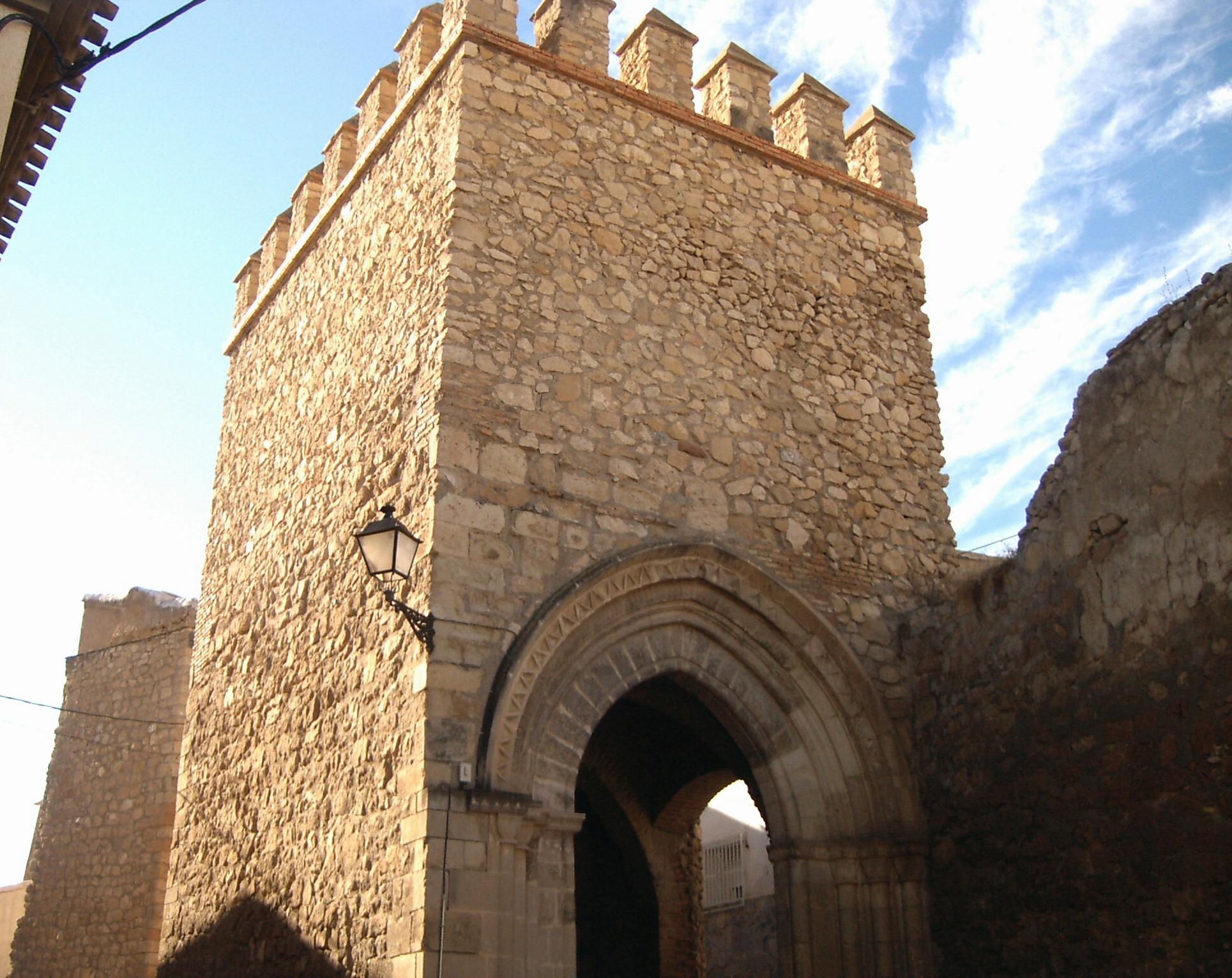
Pòrtic de San Antoni

Voltada per dos sòlids cubs disposats per a la defensa, presenta una porta de colze, de tradició musulmana, amb arc apuntat de carreuat que emmarca l'accés amb tres motllures de decoració geomètrica.
Les importants restes conservades demostren que tota la muralla es reedificà a partir del segle xiii, sent visibles els cubs des del carrer Rambla, paral·lel al riu, fins al pòrtic de San Antoni, introduint-se en les construccions del carrer Cava, fet que ha comportat una millor conservació d'aquestes. Testimonis de la muralla tornen a aparèixer al pati del convent de les Mercedaries, de la Puríssima i la torrassa del carrer Rojano.
- Castell de Xiquena

Les ruïnes de diverses torres i fortificacions resten com a testimoni del període en què el territori llorquí fou fronterer entre el Regne de Castella i el Regne de Granada. De Xiquena destaca una porta llindant amb una torre que serveix d'accés, la muralla que encara conserva trams amb merlets i la successió de sis torres de reforç i defensa, una porta secundària d'accés des de la riba del riu Comeros, part d'una torre semicircular adossada a un recinte emmurallat interior i dos aljubs.

#### Monuments religiosos
- Col·legiata de Sant Patrici

Edifici d'estil renaixentista declarat Conjunt Històric Nacional per decret del 27 de gener de 1941, és la pedra angular del conjunt monumental de la Plaza de España, juntament amb el Palacio del Corregidor y las Salas Capitulares i l'Ajuntament.
El temple és l'únic d'Espanya que es troba sota l'advocació de sant Patrici. La dedicació al sant irlandès té el seu origen a batalla de los Alporchones, el 17 de març de 1452 (dia de Sant Patrici), i que enfrontà als habitants de la ciutat amb les tropes musulmanes procedents de Granada que havien desolat la comarca de Cartagena.
Les obres començaren, per butlla del papa Climent VII el 1533 sobre la vella església de Sant Jordi. La construcció s'allargà fins al 1780 seguint el projecte de Jerónimo Quijano, mestre de les Obres del Bisbat de Cartagena. Concebuda amb aires catedralicis, el seu interior està format per tres naus, dotze capelles laterals en els contraforts, cor i transcor, girola amb capelles radials i torre campanar a la capçalera. També cal destacar l'elevat creuer.
- Convent de Santo Domingo

L'església, recentment restaurada, presenta un interior d'una sola nau, amb capelles laterals, que fou reformat a inicis del segle xviii dotant-lo d'una falsa volta de canó i de pilastres simulades. Les tres parts del claustre que encara continuen dempeus daten del segle xvii. La façana, datada de 1608, va ser realitzada per Andrés de Goenaga.
Actualment és la seu del Museu de Brodats on el Pas Blanc exhibeix una mostra dels millors treballs realitzats en sedes i or, així com carros, armadures i d'altres objectes que formen part de la processó de Setmana Santa.
La capella del Rosari, annexa a l'església, fou propietat de l'Archicofradía de Nuestra Señora del Rosario i actualment és del seu directe continuador, el Pas Blanc. El 1707 es col·locà la primera pedra d'una obra dirigida per Toribio Martínez de la Vega. A la cúpula hi ha pintures al tremp amb motius i personatges de l'Orde dominicana, realitzades per Baltasar Martínez Fernández de Espinosa. En un altar del creuer es pot localitzar la Verge de l'Amargura, titular del Pas Blanc, obra de l'escultor murcià José Sánchez Lozano, dintre de la línia de Verges doloroses creades per Francisco Salzillo.
- Convent de la Mercè

Davant la porta de la seva església jurà el rei Ferran el Catòlic guardar els furs de Llorca l'any 1488. Avui allotja el centre d'acollida de visitants de Llorca, Taller del Temps.
- Convent de les Mercedaries

Fundat el 1515 per l'arxipreste Montesinos del Puerto, conserva una important presència de la zona residencial i dos porxades de pedra: una de l'antiga entrada al monestir i l'altre, d'inicis del segle xvii, que donava accés a l'església reconstruïda el 1752 i que s'arruinà totalment a la dècada dels 70 del segle xx.
- Convent de Sant Francesc

L'església de Sant Francesc, i les dependències conventuals annexes, foren edificades per l'Orde franciscà, que establia així la segona casa a Llorca el 1561. De l'arquitectura inaugurada el 1565 quasi no se'n manté res, ja que el temple patí una total reforma a la fi del segle xvii sobre la qual s'afegí una decoració posterior de rocalls i símbols de l'rde. La façana, de línies classicistes, fou acabada l'any 1638 pel picapedrer Juan Garzón.
L'interior conté un conjunt de retaules barrocs que daten de final del segle xvii, destacant el de l'altar major, l'execució del qual fou a càrrec de Ginés López el 1694. Els dos retaules majors del creuer, obra de Jerónimo Caballero, estan dedicats a Sant Antoni Abat i a la Veracreu i a la Sang de Crist, datats de final del segle xviii. El petit retaule del costat de l'Evangeli conté la imatge de la Verge dels Dolors, obra del valencià José Capuz, l'any 1941.
L'actual casa del Pas Blau és coneguda popularment com la Casa de les Cariatides pel conjunt de permòdols de l'aler. Data de final del segle xix i és un dels millors exemples de l'arquitectura eclèctica. A les parets de la planta baixa i principal es poden contemplar fotografies que mostren l'evolució de les desfilades al llarg del temps, i sobretot, una selecció dels millors brodats que posseeix el Pas.

#### Patrimoni natural
- Parc Regional de Cap Cope i Puntes de Calnegre

### Festes i tradicions

#### Setmana Santa
La Setmana Santa de Llorca és una de les més destacades manifestacions populars de celebració de la Setmana Santa a Espanya, declarada com a Festa d'Interès Turístic Internacional el 2007.
Al marge de l'existència de processons religioses d'estil tradicional, són les Desfilades Bíbliques Passionals les que proporcionen a la Setmana Santa llorquina d'una personalitat únic i diferent, amb representacions de l'Antic Testament o de la simbologia cristiana amb la participació de cavalls i carros, així com carrosses d'enormes dimensions.
Encara que algunes de les processons tenen lloc per diversos carrers de la ciutat, les quatre grans desfilades (Divendres de Dolors, Diumenge de Rams, Dijous Sant i Divendres Sant) tenen lloc a l'Avinguda de Joan Carles I, la via més destacada de la ciutat, que es condiciona els dies previs a la desfilada amb una capa de terra que permet als cavalls participar sense risc. A ambdós costats es col·loquen grades en tota la longitud de l'Avinguda, a les quals assisteixen els llorquins, previ abonament, a les desfilades de Dijous i Divendres Sant.
La decoració de les tribunes i de molts dels balcons amb banderes blaves o blanques es complementa amb els mocadors que agiten els assistents fent que l'escenari dels festeigs llorquins s'il·lumini amb els dos colors que protagonitzen la seva Setmana Santa.
La Setmana Santa s'organitza entorn de sis confraries, anomenades Pasos. El Pas Blau i el Pas Blanc capitalitzen el protagonisme i divideixen en dos als llorquins. Són els únics pasos que incorporen cavalls i grups bíblics en moviment.
Les sis confraries que participen en la Setmana Santa llorquina són:
- Real e Ilustre Archicofradía de Nuestra Señora del Rosario (Pas Blanc)
- Hermandad de Labradores (Pas Blau)
- Archicofradía del Santísimo Cristo de la Sangre (Pas Encarnat)
- Cofradía del Santísimo Cristo del Perdón (Pas Morat)
- Hermandad de la Curia (Pas Negre)
- Archicofradía de Jesús Resucitado

Al marge de les processons, d'altres actes duen lluentor a la Setmana Santa llorquina:

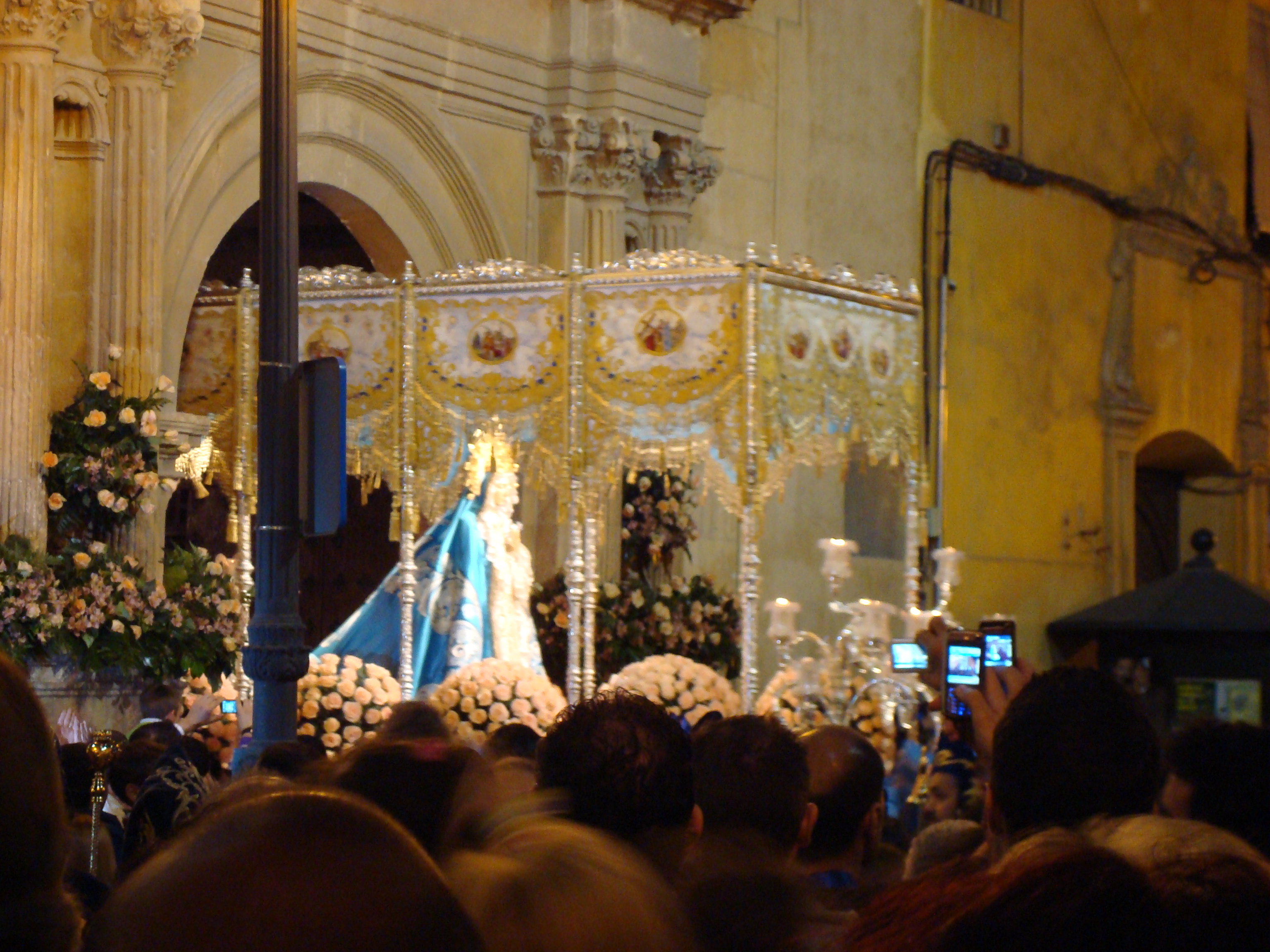
Processó de Divendres Sant

- Serenata a la Virgen de los Dolores: a darrera hora de la vigília del Divendres de Dolors, centenars de blaus es congreguen a la porta de l'església de Sant Francesc, seu de la seva Confraria, per felicitar a la seva manera a la Titular.
- Cada tarda, abans de les desfilades bíbliques, l'esquadra romana i un grup de majordoms recullen els mocadors que els pasos han col·locat en determinats llocs del nucli antic, acompanyats de centenars de seguidors, que duen i agiten mocadors amb els colors del seu pas, i sota els himnes respectius d'ambdues confraries ("El Tres", en el cas blanc, i "Les Caretes", en el blau).
- El matí dels Divendres Sant el Pas Morat organitza un Via Crucis, desenvolupat seguint les antigues oracions que pronuncien els rezaores.

#### Altres festes
- Festes de la Patrona: el 8 de setembre es commemora la festivitat de la Patrona de Llorca, la Verge de les Huertas, que la tradició assenyala com la imatge duta per Alfons X el Savi el 1244, durant la conquesta de la ciutat. Aquest dia el consell llorquí acut en processó cívica des de la ciutat fins al Santuari Marià.
- Festivitat de Sant Climent: el 23 de novembre es commemora la festivitat del Patró de Llorca. És una festa revitalitzada els darrers anys amb la presència de Moros i Cristians, organitzadores de totes les activitats que es duen a terme durant la setmana.
- Fira de Llorca: celebrada els darrers deu dies del mes de setembre en el Recinte Firal de La Rueda.

### Gastronomia
A la cuina típica llorquina predominen les hortalisses, els llegums, cereals i les carns, tan procedents de la caça com del sector oví i porcí.
Els plats típics de la gastronomia llorquina són les migas con tropezones, l'olla fresca (arròs i mongetes amb productes del porc), la paella huertana amb paó, el guisat de paó amb mandoguilles i l'olla gitana, barreja de llegums i hortalisses amb carbassa de Totana, el blat cuit amb mandonguilles, el gaspatxo, l'arròs amb cargols, cargols amb conill i blat, cargols amb tomàquet i els productes típics de la matança com el xoriço, les freixures i d'altres productes derivats del porc.
Quant a dolços, destaquen els alfajores, els rovells cordials, la tortada, les picardies, els crespillos o els chochos. Dolços nadalencs són les coques de Pasqua i les mantegades. Les torrijas es degusten durant la Setmana Santa.

## Esports

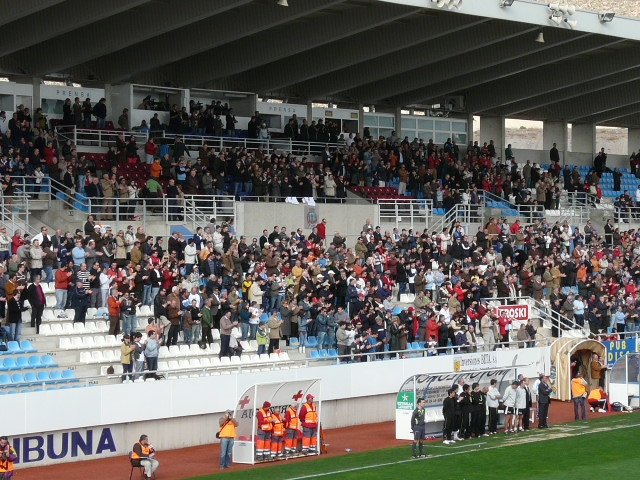
Tribuna de l'Artés Carrasco

### Lorca Deportiva CF
El Lorca Deportiva Club de Futbol és un club de futbol espanyol fundat el 2002 i que milita actualment a la Segona Divisió B Grup IV. La temporada 2005/06 fou la millor de tota la història del club, dirigit per l'hondarribitarra Unai Emery, acabant cinquè però amb opcions d'ascens a Primera Divisió fins a la darrera jornada.
Disputa els seus partits a l'estadi Francisco Artés Carrasco, amb un aforament de 8.064 localitats i situat a la Diputació de Torrecilla, fou inaugurat el 5 de març de 2003 amb el partit amistós entre el Lorca Deportiva C.F. i el F.C. Barcelona. El primer partit oficial es disputà el 19 de març de 2003 entre el Lorca Deportiva C.F. i l'Águilas C.F.

### Club Balonmano Lorca
Neix l'any 2006 amb l'objectiu de promocionar l'handbol a la ciutat des de les categories inferiors, amb la contractació de jugadors i entrenadors professionals. El club disputa la competició de Segona Divisió Nacional Masculina, enquadrat en el grup de la Regió de Múrcia, comptant amb jugadors d'experiència. Pel que fa a les categories inferiors, el club compta amb equips alevins, infantils i cadets. Disputa els partits al Pavelló de las Alamedas.

## Llorquins cèlebres
- Juan de Toledo (1611-1665) : pintor espanyol especialitzat en temes bèl·lics, sobretot tots aquells relacionats amb els combats navals entre turcs i espanyols.
- Rafael Maroto (1783-1853) : Militar espanyol que intervingué a la Guerra d'Independència Espanyola i a la Primera Guerra Carlina.
- José Musso Valiente (1785-1838) : escriptor i polític
- Bartolomé Pérez Casas (1873-1956) : compositor i director d'orquestra, és conegut per ser l'arreglista de la versió de l'Himne d'Espanya.
- Eliodoro Puche (1885-1964) : poeta.
- Joaquín Arderíus (1885-1969) : activista polític d'esquerres, literat i periodista.
- Domingo Sastre Salas (1888-1982) : banquer.
- Manuel Muñoz Barberán (1921-2007) : pintor
- Narciso Yepes (1927-1997) : guitarrista especialitzat en la guitarra clàssica i famós per haver creat la guitarra de deu cordes l'any 1964.
- Antoñita Peñuela (1947-1975) : cantant de copla i pasdoble.